# Celeste Star
Celeste Star (ur. 28 grudnia 1985 w Pomonie) – amerykańska modelka i aktorka pornograficzna pochodzenia irlandzkiego i meksykańskiego. Występowała także jako Celesete Star, Celeste Simone, Celeste Starr i Michelle.

## Życiorys

### Wczesne lata
Urodziła się w Pomonie w stanie Kalifornia. Celeste była cheerleaderką w liceum.

### Kariera
W 2004 roku, w wieku osiemnastu lat zaczęła występować w filmach porno: LPF Masturbation Mania, Jill Kelly Productions Ashton's Auditions 3, Private Times Video 527: Tyler and Star, Vertigo More Chicks Than Dicks, Hustler Video Barely Legal Innocence 1. W lipcu 2005 została wybrana ulubienicą miesiąca magazynu dla mężczyzn „Penthouse”. Poza planem filmowym spotykała się z Jesse Jane (2005).
Wśród wielu znanych firm Star wzięła udział w produkcjach Anton, Playtime, Adam & Eve, Bob's Video, Club Jenna, FM Concepts i Girlfriends Films. Pracowała również dla takich stron internetowych jak Hustler, Just 18, PayOnes, Filth Freaks, Swank Pass, Babes Network i Harmony Vision.
W 2006 zdobyła nominację do AVN Award w kategorii „Najlepsza scena seksu samych dziewczyn - wideo” w Girlvana (2005).
W 2007 była nominowana do AVN Award w dwóch kategoriach: „Najlepsza złośnica” w Intoxicated (2006) i „Najlepsza scena seksu solo” w produkcji Digital Playground Jesse Jane: All-American Girl (2006).
w 2008 otrzymała nominację do AVN Award w kategorii „Najlepsza scena seksu solo” w All Alone 2 (2007).
W 2011 była nominowana do AVN Award w czterech kategoriach: „Najlepsza scena seksu grupowego samych dziewczyn” i „Najlepsza scena seksu triolizmu samych dziewczyn” w FemmeCore (2010), „Najlepsza scena seksu grupowego samych dziewczyn” w The Big Lebowski: A XXX Parody (2010) i „Najlepsza scena seksu triolizmu samych dziewczyn” w Bonny & Clide (2010).
Pojawiła się też w roli Lois Lane w parodii porno Batman v. Superman XXX: An Axel Braun Parody (2015) z Carter Cruise (jako Supergirl) i Derrickiem Pierce (Lex Luthor).

## Nagrody i wyróżnienia
| Rok  | Nagroda   | Kategoria                                        | Film                               | Inni wykonawcy           |
| ---- | --------- | ------------------------------------------------ | ---------------------------------- | ------------------------ |
| 2017 | AVN Award | Najlepsza scena seksu grupowego samych dziewczyn | AI: Artificial Intelligence (2016) | Alix Lynx i Serena Blair |
| 2018 | AVN Award | Hall of Fame (Video Branch)                      | –                                  | –                        |